# Roberta Colico
Roberta Colico (Milano, 22 marzo 1979) è un'ex cestista italiana, playmaker di 165 cm.

## Carriera
Ha esordito nella massima serie con Alcamo, che ha seguito anche in A2, e ha giocato la maggior parte della sua carriera con la Geas Basket.
In Serie A1 ha vestito le maglie di Priolo Gargallo, Montigarda e Ribera. Nel 2009 ha giocato in Serie A2 con la Basket Leonesse e dall'estate 2010 è in Serie B d'Eccellenza femminile con l'A.S.S.I. Cremona. Alla fine della stagione 2005-06 giocata in Serie A1 la prima parte con Priolo e poi in Serie A2 la seconda con il Montigarda Basket con cui ha ottenuto una promozione nella massima serie nazionale battendo 2-1 nella serie finale dei playoff la formazione veneta delle Giants Basket Marghera.
Dopo un periodo di inattività per maternità, rientra con l'Assi Cremona in Serie B d'Eccellenza nell'estate 2010.

## Statistiche
Dati aggiornati al 16 luglio 2011.
| Stagione        | Squadra                 | Competizione | Partite | Partite | Partite | Statistiche tiro | Statistiche tiro | Statistiche tiro | Altre statistiche | Altre statistiche | Altre statistiche | Altre statistiche | Altre statistiche |
| Stagione        | Squadra                 | Competizione | Pres.   | Titol.  | Minuti  | Tiri da 2        | Tiri da 3        | Liberi           | Rimb.             | Assist            | Rubate            | Stopp.            | Punti             |
| --------------- | ----------------------- | ------------ | ------- | ------- | ------- | ---------------- | ---------------- | ---------------- | ----------------- | ----------------- | ----------------- | ----------------- | ----------------- |
| 1998-1999       | MedAirlines Alcamo      | Serie A1     | 24      |         | 643     | 40/106           | 22/49            | 39/60            | 52                | 7                 | 29                |                   | 185               |
| 1999-2000       | Fuji Electronic Alcamo  | Serie A1     | 25      |         | 473     | 21/62            | 8/24             | 20/30            | 29                | 5                 | 25                |                   | 86                |
| 2000-2001       | Sport Club Alcamo       | Serie A2     |         |         |         |                  |                  |                  |                   |                   |                   |                   |                   |
| '05-gen. '06    | Acer Priolo             | Serie A1     | 16      | 0       | 312     | 24/65            | 5/22             | 2/4              | 21                | 20                | 27                | 0                 | 65                |
| gen. '06        | New Wash Montigarda     | Serie A2     | 20      | 19      | 644     | 57/148           | 15/41            | 26/35            | 78                | 23                | 34                | 0                 | 185               |
| 2006-2007       | New Wash Montigarda     | Serie A1     | 29      | 21      | 847     | 29/79            | 37/88            | 16/24            | 58                | 40                | 64                | 1                 | 185               |
| 2007-2008       | New Wash Montigarda     | Serie A1     | 26      | 25      | 786     | 28/87            | 23/76            | 36/74            | 65                | 18                | 41                | 0                 | 161               |
| '08-gen. '09    | Banco di Sicilia Ribera | Serie A1     | 13      | 12      | 300     | 21/47            | 3/14             | 11/13            | 17                | 24                | 10                | 1                 | 62                |
| gen. '09-'09    | OMR Leonesse            | Serie A2     | 11      | 9       | 338     | 25/62            | 8/31             | 11/12            | 27                | 5                 | 22                | 1                 | 85                |
| 2010-2011       | Autoingros Cremona      | Serie B1     | 23      | 23      | 747     | 69/174           | 39/121           | 43/58            | 85                | 65                | 69                | 3                 | 298               |
| Totale carriera |                         |              |         |         |         |                  |                  |                  |                   |                   |                   |                   |                   |

## Palmarès
- Campionato italiano di Serie A2: 1
Montigarda Basket: 2005-06.